# Senryu
Senryu (川柳) is een vorm van Japanse dichtkunst over de onvolkomenheid van de mensen, geschreven in drie regels van 5, 7 en 5 lettergrepen. Daarmee heeft het dezelfde vorm als de haiku, die echter eerder de volkomenheid van de wereld beschrijft.

## Afkomst
De senryu is genoemd naar de dichter Karai Hachiemon (1718-1790) die de schrijversnaam Senryu (Waterwilg) gebruikte. De toepasselijkheid van de naam wordt vaak verklaard door te zeggen dat de senryu net is als de wilg: buigzaam, taai en zacht.
Senryu was de reactie van het volk op de haiku van de adel en de geestelijkheid waarin vooral de objectieve puurheid van de natuur gevangen werd. De senryu beschrijft de mens in zijn gewoonheid, zoals die in de hokku of haiku niet voorkwamen.

## Aard
泥棒を dorobō wo
捕えてみれば toraete mireba
我が子なり wagako nari
Vrij vertaald:
Er breekt iemand in
Als ik hem heb gevangen
Heb ik mijn zoon beet
Bovenstaande tekst is een senryû, met een vrije vertaling. Bij senryû blijft relativerende 'humor' een goede instap; de oude Japanse meesters schuwden zelfs geen vulgair taalgebruik. De mens staat centraal met al zijn hebbelijkheden en ontwikkelingen. Religie, politiek, zeden en gewoonten komen vaak onder vuur te liggen door spitse opmerkingen en scherpe observaties. Waar de haiku eerder een intellectuele en cerebrale invulling krijgt, schuwt de senryu het volkse niet. De mens komt open en bloot te staan, vandaar dat ook erotiek een rol speelt. Zelfkennis en sarcasme tonen zich in de woorden. Hoe donker het onderwerp soms ook is, het gedicht oordeelt uiteindelijk niet over de mens. De toon van de senryu is nooit cynisch.

## Vorm
Een senryu vereist geen sleutelwoord, niet zoals het seizoenswoord in de haiku. De drie regels van de senryu hebben in de striktste vorm 5-7-5 klankeenheden (moren). Vaak wordt deze eis echt vrij soepel benaderd als: drie regels met in totaal maximaal 17 moren, of in het Westen 17 lettergrepen. Bij een senryu wordt meestal geen schrijver aangegeven.

## Verschil met haiku
De senryu heeft de onvolmaakte menselijkheid als onderwerp, in tegenstelling tot de objectief volmaakte natuur als onderwerp van een haiku. 
De onthulling, zo die er is, is er een van een herkenbare menselijke zwakheid, in tegenstelling tot de perfectie en pracht van de natuur. 
Wat de vorm betreft zijn de gedichten vrijwel gelijk.
In de Westerse vorm is het verschil kleiner, door de andere wereldbeschouwing in het Westen. Maar hoe klein het verschil in vorm, toch is er een duidelijk verschil in toon.
De dagen lengen
Ik zie de eerste zwaluw
Vanuit mijn voortuin
Mysha
De dagen lengen
Ik zie de eerste zwaluw
Op televisie

## Auteurs
- Kees van Kooten heeft ooit op een Bescheurkalender een aantal senryu gepubliceerd onder de naam 'haikoot'.